# Aydıntepe, Ünye
Aydıntepe là một xã thuộc huyện Ünye, tỉnh Ordu, Thổ Nhĩ Kỳ. Dân số thời điểm năm 2010 là 841 người.